# Иньямбупи
Иньямбупи (порт. Inhambupe) — муниципалитет в Бразилии, входит в штат Баия. Составная часть мезорегиона Северо-восток штата Баия. Входит в экономико-статистический микрорегион Алагоиньяс. Население составляет 32 369 человек на 2006 год. Занимает площадь 1163,561 км². Плотность населения — 27,8 чел./км².

## История
Город основан в 1570 году.

## Статистика
- Валовой внутренний продукт на 2003 год составляет 85 604 787,00 реалов (данные: Бразильский институт географии и статистики).
- Валовой внутренний продукт на душу населения на 2003 год составляет 2753,27 реалов (данные: Бразильский институт географии и статистики).
- Индекс развития человеческого потенциала на 2000 год составляет 0,567 (данные: Программа развития ООН).